# Mimosa nigra
Mimosa nigra är en ärtväxtart som beskrevs av Huber. Mimosa nigra ingår i släktet mimosor, och familjen ärtväxter. Inga underarter finns listade i Catalogue of Life.